# رانتاسالمی
رانْتاسالْمی (به فنلاندی: Rantasalmi) یک منطقهٔ مسکونی در فنلاند است که در ساوونیای جنوبی واقع شده‌است.